# Parti Québécois
Parti Québécois (PQ) är ett provinsiellt politiskt parti som förespråkar socialdemokratiska principer och självständighet för Québec från Kanada. Partiet är aktivt på provinsnivå i provinsen Québec, och har flera gånger bildat provinsens regering. Till skillnad från många andra socialdemokratiska partier har det ingen formell koppling till fackföreningsrörelsen, men det åtnjuter ändå stöd från många delar av arbetarrörelsen i Québec. Partiledare sedan 2016 är Jean-François Lisée. Sedan 2005 har partiordförandeposten varit ett separat uppdrag; det innehas för närvarande av Raymond Archambault.
Parti Québécois har liknande ideologi, medlemmar och väljarbas som det federala partiet Bloc Québécois, men de båda partierna är separata organisationer.

## Historia
Parti Québécois bildades genom att självständighetsrörelserna Mouvement Souveraineté-Association (grundat av René Lévesque), Ralliement national och Rassemblement pour l'indépendance nationale gick samman den 11 oktober 1968. Partiets huvudmål har sedan dess varit att göra provinsen Québec självständig från Kanada. I provinsvalet 1976 fick partiet egen majoritet i provinsförsamlingen, och partiledaren René Lévesque fick i uppdrag att bilda provinsens regering. Partiet vann även en majoritet i valet 1981, men besegrades av liberalerna i valet 1985 varefter det splittrades i flera delar.
1980 drev partiet igenom en folkomröstning om självständighet för Québec, men 60 procent röstade för fortsatt anslutning till Kanada. När förhandlingarna om Charlottetownavtalet och Meech Lake-avtalet, två förslag till författningsförändringar, hade havererat, genomfördes en ny folkomröstning 1995. Folkomröstningen utannonserades av den dåvarande PQ-ledaren Jacques Parizeau efter att partiet erövrat egen majoritet i provinsförsamlingen i valet som hölls 1994. Slutresultatet blev denna gång mycket jämnt. Resultatet blev att 50,58 procent röstade för fortsatt anslutning till Kanada och 49,42 procent stödde självständighet. På grund av förlusten avgick partiledaren och premiärministern Jacques Parizeau dagen efter folkomröstningen.
Han efterträddes av Lucien Bouchard, som ledde partiet till seger i valet 1998, men efter att Bernard Landry tagit över som partiledare och premiärminister 2001 förlorade partiet valet 2003. Landry avgick som partiledare 2005 efter att ha fått mindre än de 80 % av rösterna han önskade i en förtroendeomröstning. Han efterträddes som partiledare av André Boisclair och som partiordförande av Monique Richard. Boisclair tvingades avgå efter valet 2007, då partiet för första gången sedan 1973 inte blev mer än tredje största parti, och efterträddes av Pauline Marois.
I valet 2012 återkom Parti Québécois till makten efter att ha fått 31,95 procent av rösterna. Partiet bildade därigenom en minoritetsregering under ledning av Pauline Marois. 

## Partiledare
- René Lévesque (1968–1985) (premiärminister 1976-1985)
- Pierre-Marc Johnson (1985–1987) (premiärminister 1985)
- Guy Chevrette (1987, tillförordnad)
- Jacques Parizeau (1987–1996) (premiärminister 1994-1996)
- Lucien Bouchard (1996–2001) (premiärminister 1996-2001)
- Bernard Landry (2001–2005) (premiärminister 2001-2003)
- Louise Harel (2005, tillförordnad)
- André Boisclair (2005–2007)
- François Gendron (2007, tillförordnad)
- Pauline Marois (2007– 2014) (premiärminister 2012-2014)

## Partiordförande
- Monique Richard (2005–2009)
- Jonathan Valois (2009–2011)
- Raymond Archambault (2011-)

## Valresultat
| Val  | Antal kandidater | Antal parlamentsplatser | Röstandel | Valresultat                |
| ---- | ---------------- | ----------------------- | --------- | -------------------------- |
| 1970 | 108              | 7                       | 23,06 %   | Liberal majoritet          |
| 1973 | 110              | 6                       | 30,22 %   | Liberal majoritet          |
| 1976 | 110              | 71                      | 41,37 %   | PQ-majoritet               |
| 1981 | 122              | 80                      | 49,26 %   | PQ-majoritet               |
| 1985 | 122              | 23                      | 38,69 %   | Liberal majoritet          |
| 1989 | 125              | 29                      | 40,16 %   | Liberal majoritet          |
| 1994 | 125              | 77                      | 44,75 %   | PQ-majoritet               |
| 1998 | 124              | 76                      | 42,87 %   | PQ-majoritet               |
| 2003 | 125              | 45                      | 33,24 %   | Liberal majoritet          |
| 2007 | 125              | 36                      | 28,33 %   | Liberal minoritetsregering |
| 2008 | 125              | 51                      | 35,17 %   | Liberal majoritet          |
| 2012 | 125              | 54                      | 31,95 %   | PQ-minoritet               |